# Allt i Hemmet
Allt i Hemmet är en tidning om heminredning som gavs ut första gången 1956. Utgivare är Bonnier News.
Tidningen började för första gången ges ut 1956 av Åhlén & Åkerlunds förlag. År 1983 slogs tidningen ihop med Hem & Fritid och en tidning kallad Bo Bra startade som ersättning för de båda. Marianne Fredriksson arbetade på Allt i Hemmet mellan 1956 och 1974.
1987 startades dock Allt i Hemmet igen, men slogs samman med Sköna Hem 1992-1995.
1999 nystartades Allt i Hemmet igen. År 2004 startades tidningen Hem & Antik av samma redaktion och år 2009 tillkom 101 Idéer. Systertidningarna separerades från Allt i Hemmet år 2010.

## Chefredaktörer
Chefredaktörer för Allt i Hemmets första utgivning var bland andra:
- Marianne Fredriksson, 1962–1974.
- Lennart Arnstad, 1974-1976
- Signe Rolf, från 1976
- Caj Andersson, från 1982[5]–.1983.

Efter nystarten 1999:
- Yvonne Eriksson, 1999[6]–2001
- Linda Grahn, 2001–2006
- Ulrika Falk, 2006[7]–2010[4]
- Marit Danielsson, 2010[8]–2012
- Anna Zethraeus, 2012[9]–2013.
- Eva Abrahamsson, 2013[10]–2016.
- Jenny Oscarsson, 2016[11]–2018
- Johanna F. Boström, 2019–2022.
- Ulrika Falk, 2022–2023
- Andrea Hall, 2023–

### Fotnoter
1. ↑  Allt i Hemmet: Om tidningen Arkiverad 11 januari 2008 hämtat från the Wayback Machine.
2. ↑  Allt i Hemmet, Libris 4345816
3. ↑  TS-kontrollerad upplaga 2006
4. 1 2  Hem & Antik knoppas av från Allt i Hemmet, Dagens Media, 7 juni 2010
5. ↑  På ny poster, Svenska Dagbladet, 19 juli 1982
6. ↑  Nya AiH liknar en varukatalog, Svenska Dagbladet, 29 augusti 1999
7. ↑  Hon tar över Allt i Hemmet, Resumé, 17 oktober 2006 (rätt datum bekräftat med Mediearkivet)
8. ↑  Ny chefredaktör på Allt i Hemmet, Dagens Media, 14 juni 2010
9. ↑  Chefskarusell på Bonnier, Dagens Media, 6 februari 2012
10. ↑  Eva Abrahamsson tar över Allt i Hemmet, Medievärlden, 4 november 2013
11. ↑  Hon är ny chefredaktör för Allt i Hemmet, Dagens Media, 13 september 2016